# Lower Todding
Lower Todding – osada w Anglii, w hrabstwie Herefordshire. Leży 37 km na północ od miasta Hereford i 212 km na północny zachód od Londynu.